# 車站顏色
車站顏色是鐵路車站除站名、車站編號以外增設的標示特定車站的措施。帶有車站顏色的車站，其色彩訂定方式可能包括：
- 採用站名內帶有顏色的文字，或帶有含顏色的意境[2]
- 四周環境
- 主要車站使用較鮮艷顏色[3][]
- 相鄰車站儘量不採用同一種顏色[4]

## 實際應用
以港鐵為例，旗下不少車站皆以上述四種方式決定代表顏色。
- 採用站名內帶有顏色的文字，或帶有含顏色的意境的：

黃大仙站：因站名帶「黃」字使用黃色；藍田站：因站名帶「藍」字使用藍色；荔枝角站：因「荔枝」意含使用紅色 ；鑽石山站：主色為黑色，加上少量白色，模擬鑽石在黑洞中閃爍的效果；太子站：因作為皇室貴族，採用該身份於西方國家的代表色紫色。
- 四周環境：

香港大學站：因靠山使用綠色；堅尼地城站：因鄰近海旁，故用湖水藍色。
- 主要車站使用較鮮艷顏色：

例如使用紅色的中環站、旺角站、荃灣站。其中中環站作為荃灣線南端總站，亦與旺角站同為位於市區核心區域之主要轉車站，荃灣站為荃灣線的北端總站，同時為荃灣市中心之核心車站。
- 相鄰車站儘量不採用同一種顏色：

主要是為了避免與鄰近車站顏色太相似造成混淆，就會選擇反差較大的兩種顏色。例如西營盤站使用的紫色正是鄰站上環站所用的黃色的對比色；又如美孚站採用藍色以讓乘客分辨採用紅色的鄰站荔景站。

## 使用車站顏色的路線
- 港鐵全線
- 深圳地鐵全線
- 廣州地鐵全線
- 北京地鐵14號線全線
- 無錫地鐵2號線
- 台北捷運內湖線
- 台北捷運環狀線(第一階段)
- 東京地下鐵南北線
- 東京地下鐵副都心線
- 橫濱市營地下鐵綠線[5]
- 京都市營地下鐵東西線
- 埼玉高速鐵道線
- 名古屋市營地下鐵東山線
- 名古屋市營地下鐵櫻通線
- 埼京線（北赤羽站至北與野站間）
- 部分武藏野線車站
- 東急目黑線
- 東急田園都市線（池尻大橋站至用賀站間）
- 福岡市地下鐵七隈線
- 廣島新交通1號線
- 日暮里-舍人線
- 大阪東線
- 東上線